# Aricia latreillii
Aricia latreillii är en ringmaskart som beskrevs av Jean Victor Audouin och Milne Edwards 1833. Aricia latreillii ingår i släktet Aricia och familjen Orbiniidae. Inga underarter finns listade i Catalogue of Life.